# Махамаду Н'Діає
Махамаду Н'Діає (фр. Mahamadou N'Diaye, нар. 21 червня 1990, Дакар) — малійський футболіст сенегальського походження, захисник клубу «Труа» та національної збірної Малі.

## Клубна кар'єра
Народився у Сенегалі, проте навчання футболом розпочав у малійському «Тонтін Бамако». У дорослому футболі дебютував 2009 року виступами за марокканську команду «Відад» (Касабланка), в якій провів один сезон, взявши участь у 20 матчах чемпіонату.
До складу клубу «Віторія» (Гімарайнш) приєднався влітку 2010 року. За три сезони встиг відіграти за клуб з Гімарайнша 41 матч в національному чемпіонаті і виграв в останньому сезоні з клубом Кубок Португалії.
Влітку 2013 року став гравцем французького «Труа», проте в клубі після більш-менш вдалого першого сезону (21 матч у Лізі 2), втратив місце в основі і в подальшому на поле виходив вкрай рідко.

## Виступи за збірну
2011 року дебютував в офіційних матчах у складі національної збірної Малі.
У складі збірної був учасником Кубка африканських націй 2012 року у Габоні та Екваторіальній Гвінеї, на якому команда здобула бронзові нагороди,  Кубка африканських націй 2013 року у ПАР та Кубка африканських націй 2017 року у Габоні.
Наразі провів у формі головної команди країни 20 матчів і забив три голи.

## Досягнення
- Володар Кубка Португалії (1):

«Віторія» (Гімарайнш): 2012–13
- Бронзовий призер Кубка африканських націй: 2012, 2013